# 至仏山

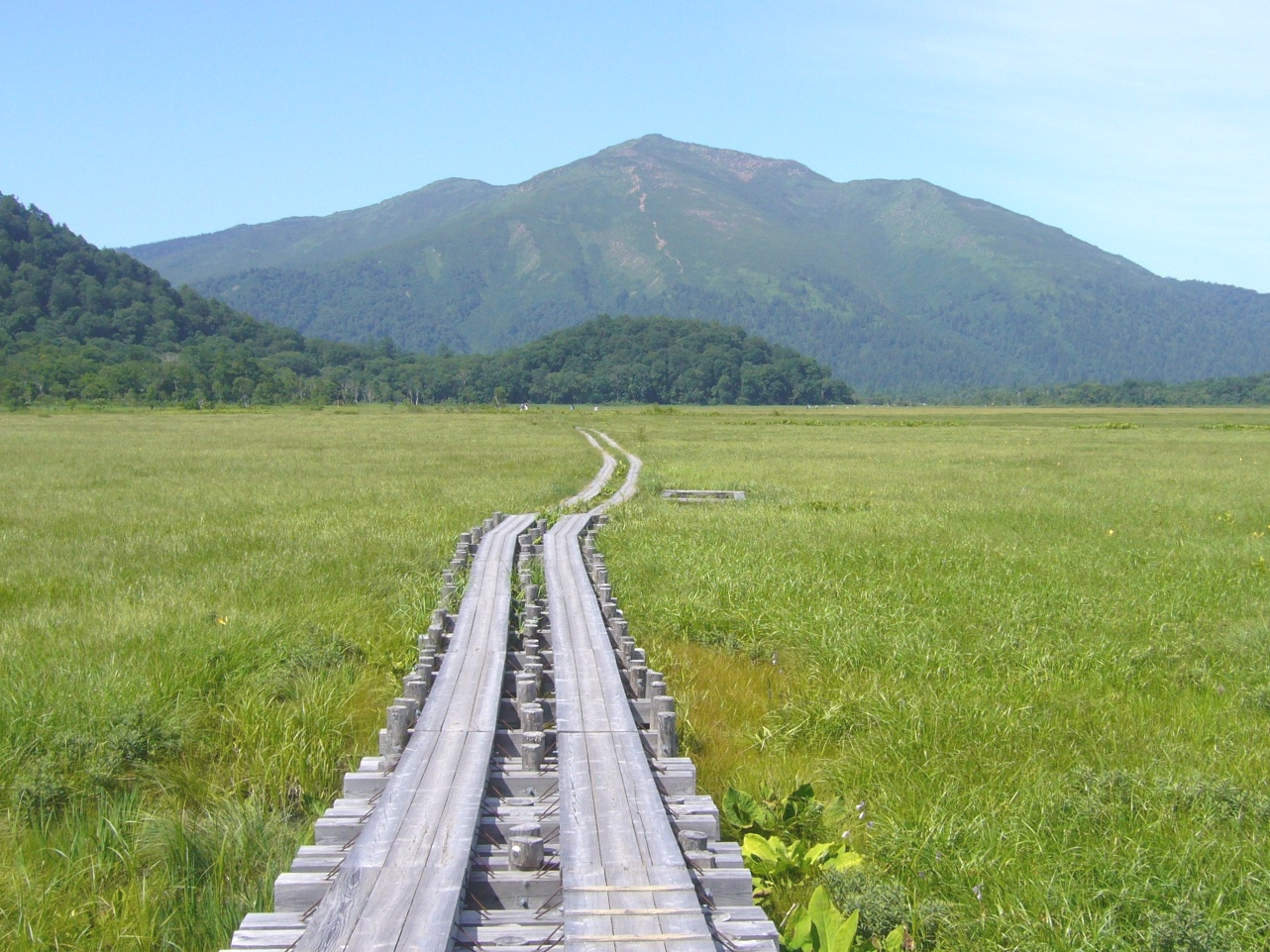
尾瀬ヶ原と至仏山

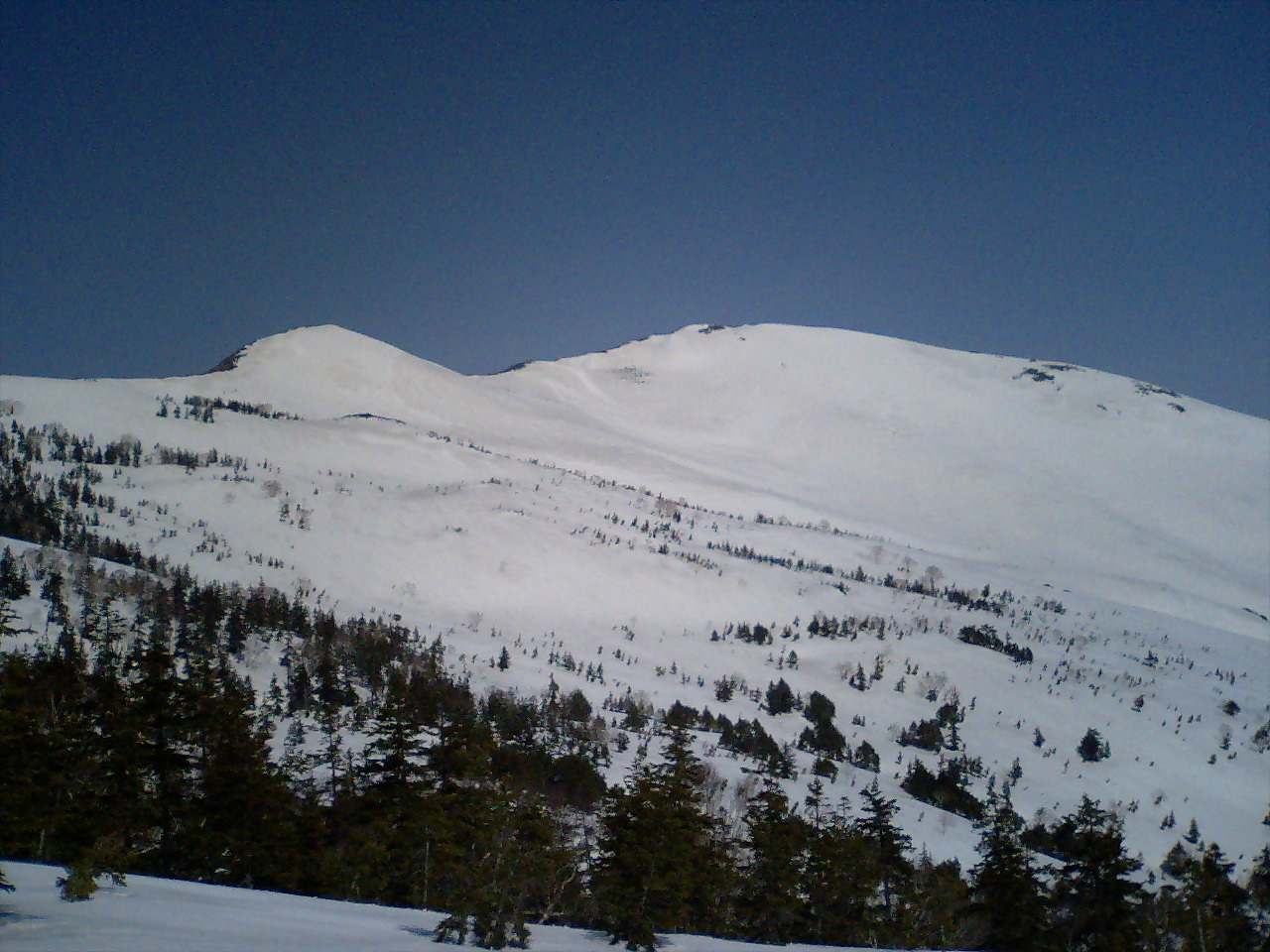
春の至仏山

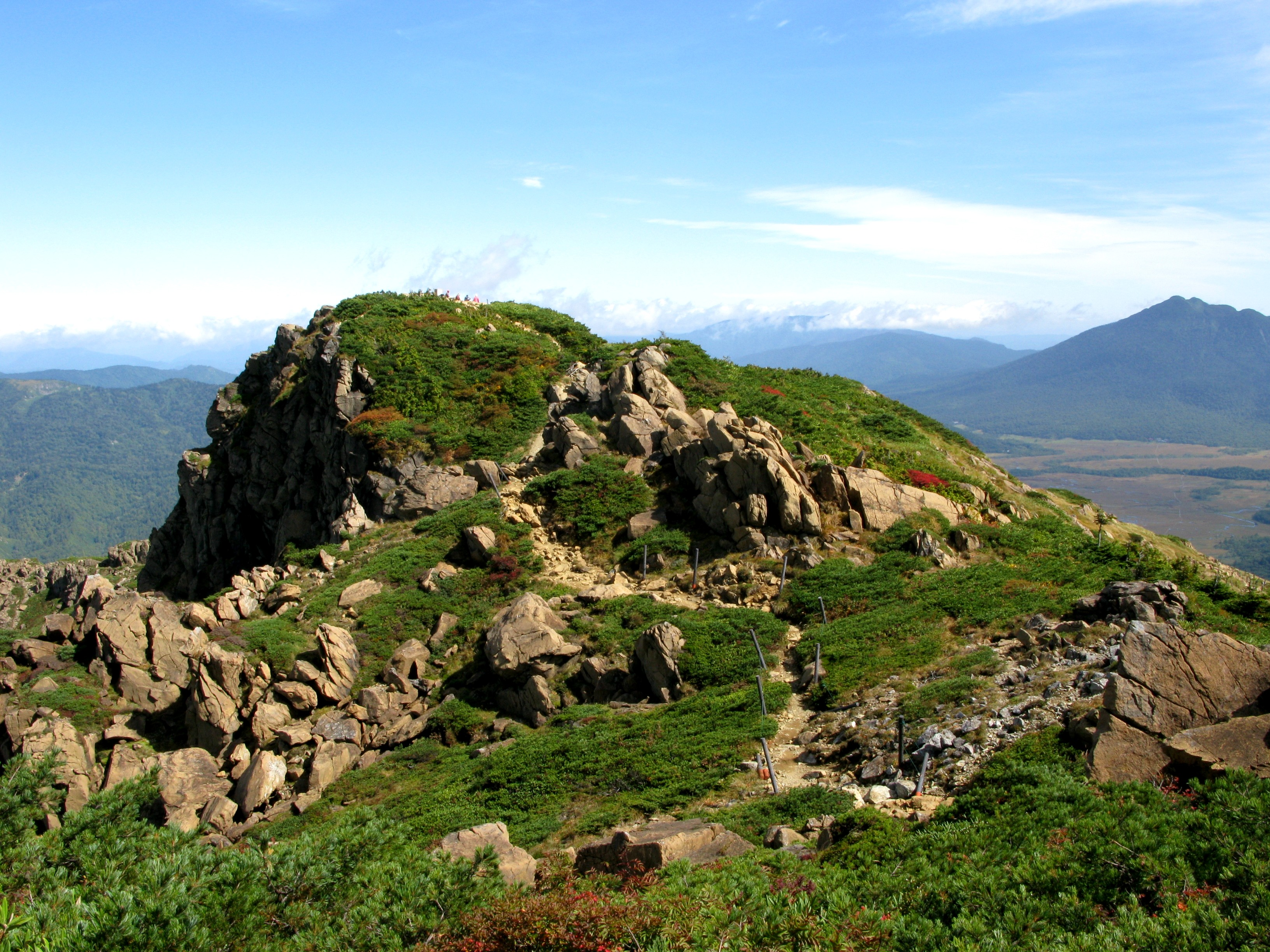
至仏山の山頂と右奥に燧ヶ岳

初夏の至仏山

至仏山（しぶつさん、しふつさん）は、群馬県の北東部、みなかみ町と片品村との境界に位置する標高2,228.1mの山である。二等三角点「至仏山」が設置されている。日本百名山の1つに数えられており、尾瀬国立公園に属する。標高はオーストラリア大陸の最高峰のコジオスコとほぼ等しい。

## 概要
山体は太平洋側と日本海側の分水嶺ではあるが、県境ではなく群馬県内に位置する。
至仏山は、オゼソウ・ホソバヒナウスユキソウ・タカネバラ等の高山植物が有名で、尾瀬一帯を眼下に見下ろすことができる。山体が蛇紋岩でできているため、特殊な蛇紋岩植物と呼ばれる植物群が生育することで植物ファンに名高い。同様に蛇紋岩植物が多い花の山として、北海道のアポイ岳や岩手県の早池峰山などがある。

## 登山
平ヶ岳と同様、利根川と只見川の源流付近に位置する分水嶺であり、元々アプローチの困難な山であったが、坤六峠や鳩待峠への車道開通により、容易に登れる山の一つになった。但し、山自身日本海側と太平洋側との風の通り道となっているため、しばしば天候が悪化し、安易な登山に因る遭難が後を絶たない。また、尾瀬ヶ原から直接登る道は、急坂の上に滑りやすく、道も荒れていることから、事故が多数発生している。

### 入山規制
蛇紋岩は崩壊しやすく、風化が早いため、大量の観光客が訪れる登山道沿いの浸食が激しくなり、一時期入山が禁止されていた。入山が解禁された現在でも、5月から6月にかけては植生の保護を目的とした入山規制が行われており、登山が可能になるのは7月1日前後の山開き以降となる。尾瀬ヶ原から直接登る登山道（東面登山道）は、現在でも浸食が激しい。下りの方が植生荒廃・土壌流出の影響が大きく、また滑りやすい蛇紋岩のために下りは危険ということで、2008年より東面登山道の森林限界〜山頂間は登り専用となった（山ノ鼻〜森林限界までは往復可能）。

### 交通
- 鉄道・バス
JR上越新幹線上毛高原駅または上越線沼田駅より、関越交通バスにて。
- 車
関越自動車道沼田ICより、国道120号・国道401号・県道尾瀬ヶ原土出線を経由、鳩待峠より登山（約2時間30分）。
登山シーズン期間の金・土・日曜およびピーク時にはマイカー規制が行われるため、戸倉よりバスかタクシーに乗りかえる必要がある。

## 山頂からの眺望
山頂からは、北東に尾瀬ヶ原、燧ヶ岳、会津駒ヶ岳、北に平ヶ岳、越後駒ヶ岳、中ノ岳、八海山、南西に谷川岳、浅間山、南に武尊山、赤城山、南東に日光白根山、男体山が、条件が良ければ武尊山越しに富士山が望める。

## 近隣の山
- 燧ヶ岳
- 景鶴山
- 平ヶ岳
- 武尊山